# Зубић вила
Зубић вила је фантазијска фигура раног детињства у западним културама и културама под утицајем Запада. Народно предање каже да када деца изгубе један од млечних зуба, треба да га ставе испод јастука или на ноћни сточић; Зубић вила ће их посетити док они спавају, замењујући изгубљени зуб малом количином новца.

## Порекло
У северној Европи, традиција танд-фе или накнаде за зубе плаћала се када је дете изгубило први зуб. Ова традиција је забележена у списима још у Едама (око 1200), који су најранији писани запис о нордијским и северноевропским традицијама. У нордијској култури, за дечје зубе и друге предмете који су припадали деци се говорило да доносе срећу у борби, а скандинавски ратници су дечје зубе качили на канап око врата.
Током средњег века, око дечијих зуба појавила су се друга сујеверја. У Енглеској, на пример, деци је наређено да спале своје млечне зубе како би их спасли од невоља у загробном животу. Деца која своје млечне зубе нису предала ватри провела би вечност тражећи их у загробном животу. Викинзи су деци плаћали зубе. Страх од вештица био је још један разлог за закопавање или спаљивање зуба. У средњовековној Европи се сматрало да ако се вештица дочепа зуба, то може довести до потпуне моћи над њима.

## Изглед
За разлику од Деда Мраза и, у мањој мјери, Ускршњег зеца, постоји неколико детаља о изгледу Виле зубића који су конзистентни у различитим верзијама мита. Студија из 1984. коју је спровела Розмери Велс открила је да већина, 74 одсто испитаних, верује да је Зубић вила женско, док 12 одсто верује да Зубић вила није ни мушко ни женско, а 8 одсто верује да Зубић вила може бити или мушко или женско. На питање о њеним открићима у вези са изгледом Виле Зубић, Велс је објаснио: "Имате своју основну Зубић вилу типа Звончица са крилима, штапићем, мало старијом и нечим другим. Затим имате неке људе који замишљају о Зубић вили као о човека, зеца или миша." Један преглед објављених дечјих књига и популарних уметничких дела открио је да је Зубић вила такође приказана као дете са крилима, пикси, змај, плава фигура мајке, летећа балерина, два старија човека, зубни хигијеничар, трбушасти летећи човек који пуши цигару, слепи миш, медвед и други. За разлику од добро утврђеног замишљања Деда Мраза, разлике у приказима Виле зубића нису толико узнемирујуће за децу.

## Награда
Накнада за зуб варира у зависности од земље, економског статуса породице, износа које дететови вршњаци пријављују и других фактора. Истраживање компаније Виса Инц. из 2013. показало је да америчка деца у просеку добијају 3,70 долара по зубу. Према истом истраживању, само 3% деце пронађе долар или мање, а 8% новчаницу од пет долара или више испод јастука.
На награду утиче инфлација. Према подацима које је прикупила америчка компанија за осигурање зуба Делта Дентал, просечна исплата по зубу у Сједињеним Државама порасла је са 1,30 долара у 1998. на 6,23 долара у 2023. Према Делта Дентал-у, трендови исплате обично одражавају макроекономске услове и берзански индекс С&П 500.
Делта Дентал је открио да први изгубљени зуб у просеку добија већу награду од осталих зуба у Сједињеним Државама.

## Веровање
Веровање у Зубић вилу се посматра на два веома различита начина. С једне стране, дечја веровања се виде као део поверљиве природе детињства. Насупрот томе, вера у Зубић вилу се често користи да се одрасли етикетирају као превише поверљиви и спремни да верују у било шта.
Родитељи имају тенденцију да гледају на мит као на утеху за децу у губитку зуба. Истраживања откривају да веровање у Зубић вилу може утешити дете које доживљава страх или бол од губитка зуба. Чини се да мајке посебно цене веровање детета као знак да је њихова „беба“ још увек дете и да не „прерано одраста“. Подстичући веру у измишљени лик, родитељи дозвољавају себи да се утеше да њихово дете још увек верује у фантазију и да још није „одрасло“.
Деца често откривају да је Зубић вила замишљена у периоду од 5. до 7. године, често повезујући то са другим измишљеним фигурама које носе поклоне (као што су Деда Мраз и Ускршњи зека).
Ауторка Вики Лански саветује родитељима да рано кажу својој деци да зубић вила плаћа много више за савршен зуб него за покварен. Према речима Ланског, неке породице остављају поруку са уплатом, хвалећи дете за добре зубне навике.